# Dalton Girão Barroso
Dalton Ellery Girão Barroso (Fortaleza, 8 de setembro de 1951) é um proeminente físico do exército brasileiro que escreve sobre temas de grande sensibilidade estratégica, como explosivos nucleares.

## Carreira
Girão Barroso graduou-se em Física pela Universidade Federal do Rio de Janeiro (UFRJ) sendo mestre em Engenharia Nuclear e doutor em Ciências dos Materiais pelo Instituto Militar de Engenharia (IME). Exerceu o cargo de pesquisador titular do Centro Tecnológico do Exército (CTEx). Atualmente é pesquisador e professor do programa de mestrado em Engenharia Nuclear do IME.
Conhecido por ter desvendado em sua tese de doutorado os segredos da bomba termonuclear. Girão Barroso desenvolveu, em sua tese, um modelo matemático para simulação computacional de um moderno e compacto explosivo termonuclear, com resultados, inclusive, coincidentes com os dados da ogiva W87, um dos artefatos mais modernos do arsenal nuclear estadunidense.
Por causa disso, foi citado nos telegramas diplomáticos vazados pelo Wikileaks, primeiramente por suspeitas do governo estadunidense de espionagem, e também pela suspeita por parte dos EUA de um programa nuclear secreto supostamente contrariando o Tratado de Não-Proliferação Nuclear. Baseado nesta desconfiança os EUA pressionaram a Agência Internacional de Energia Atômica (AIEA) a exigir explicações do governo brasileiro, e chegando a propor o recolhimento do livro "A Física dos Explosivos Nucleares", que trata em nível teórico e acadêmico dos temas mais importantes relacionados à física dos explosivos nucleares. Esta exigência foi considerada pelas autoridades militares brasileiras como “intromissão indevida da AIEA em atividades acadêmicas de uma instituição subordinada ao Exército Brasileiro”.
Dalton Girão Barroso é um crítico dos governos de Fernando Collor de Mello e Fernando Henrique Cardoso no que se refere aos setores de pesquisa nuclear e Aeroespacial, considerando que durante estas administrações houve um forte retrocesso e o abandono de projetos como o Submarino de propulsão nuclear brasileiro. Ainda, segundo o professor Girão Barroso, o Brasil (por se tratar de uma nação continental, com enorme acervo de recursos naturais) necessita desenvolver a capacidade de produzir um arsenal nuclear para atuar como elemento de dissuasão.

## Publicações
- Barroso, Dalton Ellery Girão (1980), Tese de Mestrado (PDF) (tese de mestrado), IAEA.
- ——— (2009), A Física dos explosivos nucleares, ISBN 978-85-7861-016-6, Livraria da Física, 439 pp.